# Doddagatta, Nagamangala
Doddagatta là một làng thuộc tehsil Nagamangala, huyện Mandya, bang Karnataka, Ấn Độ.